# Thopomyia jamesi
Thopomyia jamesi är en tvåvingeart som först beskrevs av Lindner 1967.  Thopomyia jamesi ingår i släktet Thopomyia och familjen vapenflugor. Inga underarter finns listade i Catalogue of Life.